# إمرة (القصيم)
إمرة، أحد المواقع الواقعة في منطقة القصيم في المملكة العربية السعودية، وتتميز إمرة بأنها كانت إحدى المحطات الواتقعة على طريق الحج البصري، كما تتميز بوجود المنشآت الأثرية.

## الموقع
تقع إمرة في الوقت الحالي بالقرب من قرية الدحلة  جنوب غرب الرس بين بلدتي الخشيبي والشبيكية بين خطي طول 26و 43 درجة، ودائرتي عرض 20 , 25 درجة. وتقع إمرة في المنطقة الصخرية من الدرع العربي، وتتخلل أرضها العديد من الشعاب والجداول الصغيرة.
وموقع إمرة ينقسم إلى قسمين:
القسم الأول: المنطقة الجبلية وتتكون من جبال من الصخور النارية وتعرف بــ ( جبال إمرة)، ويتخللها مايلي:
- يوجد في شمال الجبل  عين قديمة تسمى عند البعض بــ ( الشلالة).
- يوجد ماء قديم في إحدى جبال الموقع الشرقية.
- يمر في وسط جبال إمرة واد يسيل من الجنوب إلى الشمال الشرقي.

القسم الثاني:  ويعرب بــ ( المنطقة المستوية): وتتميز بأرضها المنبسطة يمر عبرها وادي إمرة الذي تقع على ضفتيه الشرقية والغربية منشآت أثرية، وتقع هذه المنطقة المستوية جنوب قرية الدحلة وجنوب المنطقة الصخرية.

## الشهرة وسبب التسمية
تمتعت إمرة بشهرة واسعة كونها أحد منازل طريق الحج البصري إلى مكة المكرمة وتحتل المنزل السادس وتأتي بعد محطتي رامة فطخفة. أما تسميتها غجاءت نسبة إلى جبل إمرة الذي يخترقه أحد روافد وادي الرمة والذي يصب  في مجرى الوادي الرئيس.

## قالوا عن إمرة
- قال الحربي: ( .. سميت إمرة بأكام فيهان شبهت بأولاد الضأن).. وقال: ( إنما سميت إمرة لنماء المال فيها)... ( ومن رامة إلى إمرة سبعة وعشرون ميلاً، وامّرة بلاد قيس، بها آبار كثيرة).. ( ومن إمرة إلى طخفة ستة وعشرون ميلاً).
- قال الأصفهاني: ( ثم إمرة، وهي على متن الطريق. والرايغة على متن الطريق أيضاً، وهي متعشضا بين إمرة وطخفة).... ويقول:( وتنظر إذا أشرفت رامة إلى خزاز ، والأنعمين . ومتالع، وهو جبل عظيم قريب من إمرة الحمى، وإمرة الحمى لغني وأسد).
- قال أبو علي الهجري: ( فأدناها جبل على ظهر الطريق، يقال له الستار ، وهو جبل أحمر مستطيل، فيه ثنايا يسلكها الناس ، وطريق البصرة يأخذ ثنية من الستار، وبين الستار وإمرة من فوقها خمسة أميال، وإمرة في ديار غني، بلد كريم سهل، ينبت الطريفة، وهو بناحية هضبة الأشيق. وبالأشيق سبعة أمواه).
- قال ياقوت الحموي: ( إمّرة ماء لبني عميلة على متن الطريق، وقال أبو زياد: ومن مياه غني بن أعصر إمرة ، من مناهل حاج البصرة، قال نصر: إمرة الحمى لغني وأسد وهي أدنى حمى ضريّة، أحماه عثمان لإبل الصدقة، وهو اليوم لعامر بن صعصعة).[3]

## وصلات خارجية
- الطريق البصري يضم 27 محطة لراحة الحجاج